# Hermann Barrelet
Hermann Barrelet (Neuchâtel, 25 de setembro de 1879 - data de falecimento desconhecida) foi um remador francês.
Hermann Barrelet competiu nos Jogos Olímpicos de 1900, na qual conquistou a medalha de ouro no skiff simples.